# Friedrich Steinle
Friedrich Steinle (* 16. April 1957) ist ein deutscher Wissenschaftshistoriker. Von 2009 bis 2024 war er Professor für Wissenschaftsgeschichte an der Technischen Universität Berlin.

## Leben
Steinle studierte von 1976 bis 1982 Physik in Karlsruhe; 1990 promovierte er im Fach „Geschichte der Naturwissenschaften“ an der Universität Tübingen. Zwischen 1990 und 1998 war er in verschiedenen Bereichen der Wissenschaft tätig, unter anderem war er wissenschaftlicher Mitarbeiter, in einem DFG-Drittmittelprojekt beschäftigt und schließlich DFG-Habilitationsstipendiat am Philosophischen Seminar der Universität Göttingen. 1994/1995 hatte er ein DAAD-Forschungsstipendium am Maison des Sciences de l’Homme (MSH), Paris inne. 1998/1999 war Steinle „Senior Fellow“ am Dibner Institute for the History of Science in Cambridge, Massachusetts. Zwischen 1999 und 2004 war er wissenschaftlicher Mitarbeiter am Max-Planck-Institut für Wissenschaftsgeschichte, von 2002 an war er dort in einem Drittmittelprojekt beschäftigt, das durch die Thyssen-Stiftung gefördert wurde. Im Jahr 2000 habilitierte er sich an der TU Berlin im Fach „Geschichte und Philosophie der Naturwissenschaften“. Nach Vertretungsprofessuren an der Universität Bern und der Universität Stuttgart war er 2004 Professor für Geschichte und Epistemologie der Wissenschaften an der Universität Lyon I und von 2004 bis 2009 Professor für Wissenschafts- und Technikgeschichte an der Bergischen Universität Wuppertal. Vom Wintersemester 2009 bis zum 1. April 2024 war er Professor für Wissenschaftsgeschichte an der TU Berlin.

## Mitgliedschaften in Akademien
- 2011 Mitglied der Akademie der Wissenschaften und der Literatur, Mainz[2]
- 2005 Mitglied der Deutschen Akademie der Naturforscher Leopoldina, Halle/Saale[3]

## Preise und Auszeichnungen
- 2001 Förderpreis der Deutschen Gesellschaft für Geschichte der Medizin, Naturwissenschaften und Technik (DGGMNT)

## Forschungsschwerpunkte
- Geschichte und Philosophie des Experimentes
- Historische Dynamik wissenschaftlicher Begriffe
- Geschichte der Elektrizität und der Elektrodynamik
- Geschichte der Farbenforschung im 18. und 19. Jahrhundert
- Geschichte methodologischer Begriffe der Wissenschaften (Naturgesetz, Fakt, …)
- Neue Perspektiven auf das Verhältnis von Wissenschaftsphilosophie und Wissenschaftsgeschichte[4]

## Veröffentlichungen (Auswahl)
- Explorative Experimente : Ampère, Faraday und die Ursprünge der Elektrodynamik. Habilitationsschrift. Steiner, Stuttgart 2005, ISBN 3-515-08185-2.
- Newtons Entwurf „Über die Gravitation ...“. Ein Stück Entwicklungsgeschichte seiner Mechanik. Dissertation. Steiner, Stuttgart 1991, ISBN 3-515-05715-3.